# Grammorhoe paranensis
Grammorhoe paranensis är en fjärilsart som beskrevs av William Schaus 1901. Grammorhoe paranensis ingår i släktet Grammorhoe och familjen mätare. Inga underarter finns listade i Catalogue of Life.